# Cyklohexanol
Cyklohexanol ((CH2)5CHOH, sumární vzorec C6H12O) je organická sloučenina, konkrétně alicyklický alkohol.
Prudce reaguje s oxidačními činidly. Rovněž se jedná o hořlavinu III. třídy. LD50 je pro krysy 2,06 g/kg (orálně).
Tato sloučenina existuje jako navlhavá bezbarvá pevná látka, která, pokud je velmi čistá, taje těsně nad pokojovou teplotou. Ročně jsou vyrobeny miliony tun cyklohexanolu.

## Výroba
Cyklohexanol se vyrábí oxidací cyklohexanu na vzduchu. Tato reakce je katalyzována sloučeninami kobaltu:
2 C6H12 + O2 → 2 C6H11OH.
Alternativní metodou přípravy cyklohexanolu je hydrogenace fenolu:
C6H5OH + 3 H2 → C6H11OH.

## Reakce
Oxidací cyklohexanolu vzniká cyklohexanon, který se převádí na řadu různých oximů, což jsou prekurzory kaprolaktamu.
Zahříváním v přítomnosti kyselinových katalyzátorů se převádí na cyklohexen.

## Struktura
Cyklohexanol má nejméně dvě pevné fáze.

## Použití
Cyklohexanol je důležitý při výrobě polymerů, hlavně jako prekurzor nylonů a různých plastifikátorů.
V malém množství se používá jako rozpouštědlo.

## Bezpečnost
Cyklohexanol je mírně toxický: nejvyšší přípustná koncentrace ve vzduchu je 50 ppm. Není karcinogenní, ale může podporovat karcinogenní účinky některých látek.